# 오다사카에역
오다사카에역(일본어: 小田栄駅, おださかええき)은 일본 가나가와현 가와사키시 가와사키구에 있는 동일본 여객철도(JR동일본) 난부 선 지선(하마카와사키 지선)의 역이다.

## 역사
- 2015년
  - 1월 29일: 가와사키신마치 역 ~ 하마카와사키 역 사이에 오다사카에신 역의 설치를 검토 중이라고 발표함.
  - 9월 24일: 정식 역명을 오다사카에역으로 결정.
- 2016년 3월 26일: 영업 개시.

## 역 구조
상대식 승강장 2면 2선의 지상역. 역의 건설에 관하여 "저비용화와 짧은 공기화"를 내걸고 당역은 간이역의 성격을 갖는 구조인 무인역이다(싯테역 관리). 승강장에는 추락 방지용 슬로프와 간이 Suica 개찰기, 승차역 증명 발행기가 설치되어 있고 자동 매표기는 설치되지 않았다. 또한, 운임 계산 시스템에 오다사카에 역을 추가하는 비용을 줄이기 위해서, 운임 계산 상으로 인근의 가와사키신마치 역과 동일역으로 취급된다.
건널목에서 도로가 X자 모양으로 교차하는 오다 건널목을 기점으로 대각선 상에 상하선 승강장이 배치되어 있다. 건널목 동쪽이 하마카와사키 방면, 건널목 서쪽이 싯테 방면의 승강장이다. 가와사키 시는 "전기 설비의 이전을 동반하지 않고 공사비를 추가시키지 않겠다"라고 설명했다. 또한, "승강장의 위치를 동일한 위치로 잡거나 과선교를 설치하라"는 현지 주민의 의견에 대해서는 "고압선이 있어서 차량보다 위의 위치에서 연결하는 방법은 기술적으로 불가능하지만, 장기적으로는 지하 통로를 만드는 등 대책을 연구하고 있다"라고 진술하였다.

### 승강장
| 번호 | 노선    | 방향 | 행선                  |
| ---- | ------- | ---- | --------------------- |
| 1    | 난부 선 | 상행 | 쇼와・오기마치 방면   |
| 2    | 난부 선 | 하행 | 핫초나와테・싯테 방면 |

## 운임 계산의 특례
- 본 역은 가와사키 시내에 있지만 JR의 특정 도구 시내 제도의 "요코하마 시내"의 역으로 취급되고 있다.
- 가와사키신마치 역은 역간 거리와 700m지만, 당분간은 운임 계산 상 가와사키신마치 역과 동일역으로 취급된다[2].
  - 이로 인하여 오다사카에 ~ 가와사키신마치 역 구간만을 이용 시, IC승차권에서는 동일역의 승하차로 간주되어 이용할 수 없고[3], 표와 현금 계산(140엔)만 이용 가능하다[4].
  - 또한, 본 역에서 발행한 승차역 증명서에는 "가와사키신마치 역"이라고 기재된다.

## 역 주변
- 이토 요카도 가와사키점
- 코난 PRO 가와사키 오다사카에점
- 노지마 가와사키 오다사카에점
- 세븐 일레븐 가와사키 오다사카에 1초메점
- 가와사키 시립 히가시오다 초등학교

## 사진

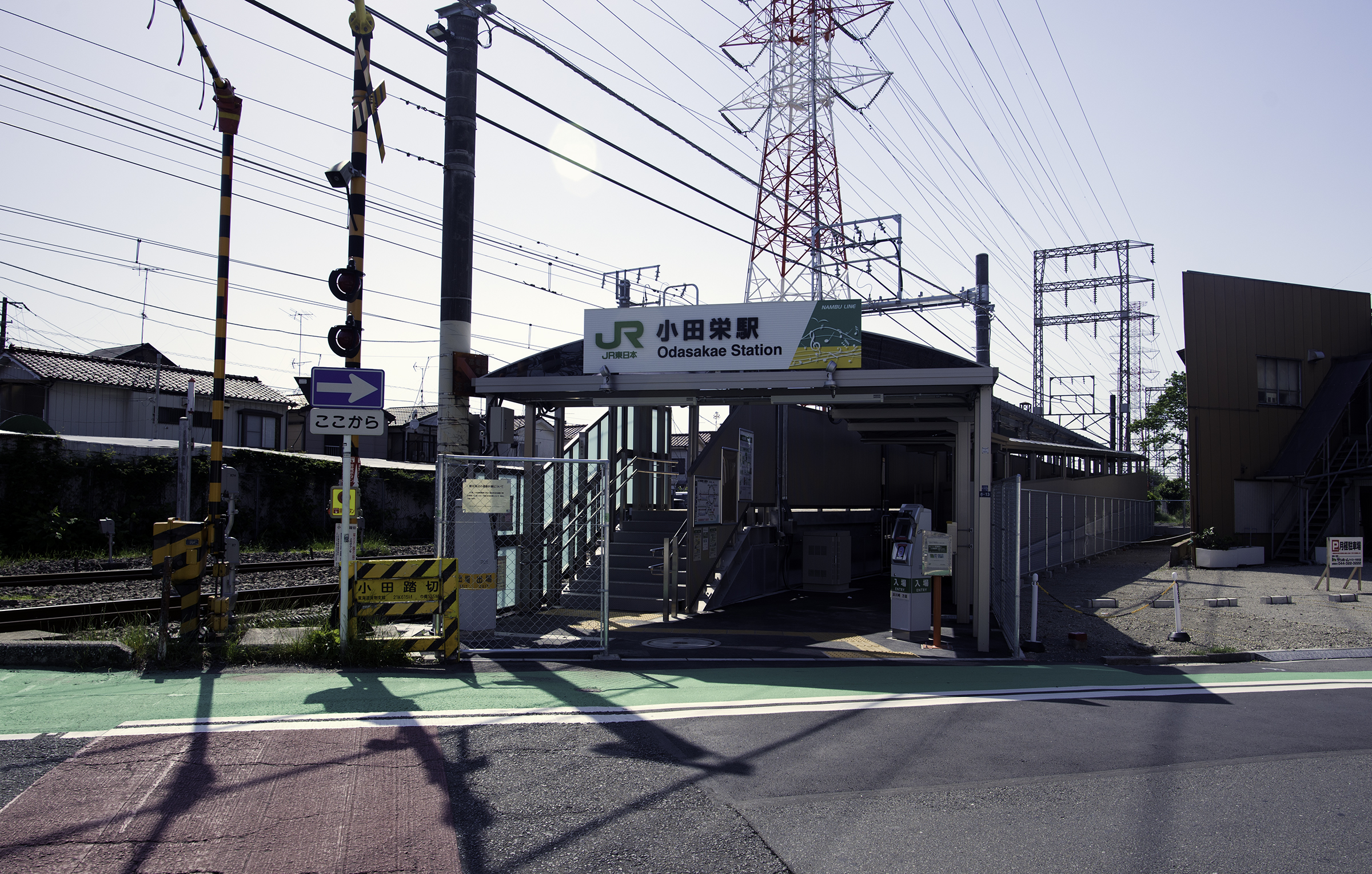
하마카와사키 방면 승차장

## 인접역
| 동일본 여객철도 난부 선 하마카와사키 지선 | 동일본 여객철도 난부 선 하마카와사키 지선 | 동일본 여객철도 난부 선 하마카와사키 지선 |
| ----------------------------------------- | ----------------------------------------- | ----------------------------------------- |
| JN 52 가와사키신마치 싯테 방면            | 난부 선 하마카와사키 지선                 | JN 54 하마카와사키 하마카와사키 방면      |